# ۷ بره
۷ بره یک ستاره است که در صورت فلکی برج حمل قرار دارد.